# Capell d'aigua
El capell d'aigua, també anomenat sodanell d'aigua o hidrocotilè vulgar, de nom científic Hydrocotyle vulgaris, és una planta de la família de les apiàcies. Cal tenir present que el nom capell d'aigua també és utilitzat per anomenar altres espècies del gènere Hydrocotyle, com Hydrocotyle ranunculoides, que es consideren invasores a Catalunya.

## Descripció
Planta herbàcia glabra, excepte en el pecíol de la fulla i ocasionalment en la inflorescència. Tiges postrades, fulles peltades, d'orbiculars a suborbiculars, crenades i amb base arrodonida. Les inflorescències són axil·lars i menors o quasi iguals que la fulla immediata, i no són ramificades. Les flors són sèssils o subsèssils. Els fruits són d'entre 1 i 3 mil·límetres, de color groc, amb punts marrons-vermellosos. És diploide i té 96 cromosomes (2n=96). Es tracta d'una planta herbàcia radicant, i es fa molt difícil diferenciar-ne els individus aïlladament. Es diferencia d'altres espècies del gènere Hydrocotyle pel fet de tenir el pecíol de la fulla amb pilositat i les inflorescències més curtes o d'igual longitud que els pecíols.

## Distribució
El capell d'aigua és una espècie present a quasi tot Europa, a més d'alguns països del Nord d'Àfrica (Marroc, Algèria) i d'Orient Mitjà (Israel, Jordània). Si bé té el status de risc mínim a nivell global, està en perill d'extinció local a diversos punts de la seva distribució: a Croàcia és considerada en perill crític d'extinció, a Suïssa està categoritzada com a vulnerable i com a gairebé amenaçada a Noruega. A Catalunya també està categoritzada com perill crític d'extinció segons el catàleg de flora amenaçada. A data de 2022 només es trobava a l'Massís de l'Albera i a la desembocadura del riu Ter, si bé anteriorment també havia sigut citada al delta del Llobregat i el delta del Besòs, indrets on l'espècie va desaparèixer per les profundes transformacions patides pel seu hàbitat en les darreres dècades. Al PNIN de l'Albera a 2022 hi ha una població estable, però de només 10 o 20 individus, motiu pel qual durant 2023 es va dur a terme la plantació d'11 individus més en cinc punts d'aquest espai natural.

## Hàbitat
Als Països Catalans es troba en els herbassars humits dels aiguamolls litorals i els canyissars, així com en mulladius i depressions del terreny amb sediments higrotorbosos i en boscos de ribera, concretament en vernedes.